# Седатив
Седативи су група психофармаколошких средстава, која имају депресорно дејство на ЦНС, доводе до снижавања будности и отуда имају умирујући психолошки ефекат. Ови лекови у већим дозама имају хипнотичко (успављујуће), а у претерано великим могу имати и штетно дејство.